# Szemes Marianne
Szemes Marianne (eredeti neve: Magaziner Marianne) (Budapest, 1924. április 10. – Budapest, 2003. november 3.) magyar filmrendező, forgatókönyvíró. Az első nő, aki filmrendezői diplomát kapott.

## Élete
Egyetemi tanulmányait a Színház- és Filmművészeti Egyetemen végezte 1945–1949 között.
1949–1983 között kb. 500 filmhíradót, dokumentum-, játék- és tv-játékfilmet, sorozatot rendezett, legtöbbjük forgatókönyvét is maga írta. A Dokumentaristák Nemzetközi Szövetségének főtitkára volt. Velencében, Krakkóban, Milánóban és más fesztiválokon nyert fődíjakat.

## Családja
Apja, Magaziner Pál (1898–1945) gyártulajdonos volt, aki útikalauzok írásával és a síelés népszerűsítését célzó művével vált ismertté. A holokauszt áldozata lett. Anyja, Róna Magda táncművész, koreográfus, színházi rendező volt, de férje révén őt tekinthetjük Magyarország első női sziklamászójának is.
Apai nagyszülei Magaziner Lévi Lajos (1861–1939) gyáros és Böhm Mária, anyai nagyszülei Róna Szigfrid és Janovitz Margit (1881–1975) voltak.
1946–1977 között Szemes Mihály felesége volt. Két lányuk született; Katalin (1950) és Zsuzsanna (1952).

## Filmjei

### Rendezőként
- Válás Budapesten (1964)
- Azt csinálok amit akarok (1968)
- Két fiú ült egy padon (1973)
- Zendül az osztály (1975)

### Forgatókönyvíróként
- A szánkó (1955)
- Dani (1957)
- Fotó Háber (1963)
- Azt csinálok amit akarok (1968)
- Az alvilág professzora (1969)
- Kincskereső kisködmön (1973)